# 五味太郎
五味太郎（日语：／ Gomi Tarō，1945年8月20日—）是日本绘本作家。

## 个人经历
五味太郎1945年出生于东京都调布市。毕业于朋高等学校和桑沢设计研究所，毕业后从事工业设计工作。1973年发表处女作《道路》（『みち』），从此走上绘本作家的道路。现已发表绘本作品400多部。除绘本之外也从事歌词创作，此外也有文字作品发表。
五味太郎是日本职棒联赛阪神虎队的忠实球迷。

## 主要奖项
- 1978年、以《在那里，我吃了》（『たべたの　だあれ』）获得第25回“产经新闻儿童出版文化赏”（サンケイ児童出版文化賞）
- 1981年、以《小牛的春天》（『仔牛の春』）获得“博洛尼亚国际绘本原画展赏”（ボローニャ国際絵本原画展賞）
- 2000年、以《有时是少年》（『ときどきの少年』）获得第22回“路旁之石文学赏”（路傍の石文学賞）